# Пенка Стоянова
Пенка Стоянова (21 січня 1950 — 16 серпня 2019) — болгарська баскетболістка.
Срібна призерка Олімпійських ігор 1980 року.
Бронзова призерка Олімпійських ігор 1976 року.
Срібна призерка Чемпіонату Європи 1972 року, бронзова призерка 1976 року.